# RNF151
RNF151 (англ. Ring finger protein 151) – білок, який кодується однойменним геном, розташованим у людей на 16-й хромосомі. Довжина поліпептидного ланцюга білка становить 245 амінокислот, а молекулярна маса — 27 412.
| 10         |  | 20         |  | 30         |  | 40         |  | 50         |
| ---------- |  | ---------- |  | ---------- |  | ---------- |  | ---------- |
| MGGGYDLNLF |  | ASPPDSNFVC |  | SVCHGVLKRP |  | ARLPCSHIFC |  | KKCILRWLAR |
| QKTCPCCRKE |  | VKRKKVVHMN |  | KLRKTIGRLE |  | VKCKNADAGC |  | IVTCPLAHRK |
| GHQDSCPFEL |  | TACPNEGCTS |  | QVPRGTLAEH |  | RQHCQQGSQQ |  | RCPLGCGATL |
| DPAERARHNC |  | YRELHNAWSV |  | RQERRRPLLL |  | SLLRRVRWLD |  | QATSVVRREL |
| AELSNFLEED |  | TALLEGAPQE |  | EAEAAPEGNV |  | GAEVVGEPRA |  | NIPCK      |

A: Аланін

C: Цистеїн

D: Аспарагінова кислота

E: Глутамінова кислота

F: Фенілаланін

G: Гліцин

H: Гістидин

I: Ізолейцин

K: Лізин

L: Лейцин

M: Метіонін

N: Аспарагін

P: Пролін

Q: Глутамін

R: Аргінін

S: Серин

T: Треонін

V: Валін

W: Триптофан

Задіяний у таких біологічних процесах, як диференціація клітин, сперматогенез. 
Білок має сайт для зв'язування з іонами металів, іоном цинку. 
Локалізований у цитоплазмі, ядрі.